# Звиждара
Звиждара (лат. Anas penelope) једна је од три врсте звиждара из подрода Mareca. Врло је честа и широко распострањена у оквиру свог арела појављивања.

## Таксономија
Звиждара је описана од стране Карла Линеа у 10. издању Systema Naturae из 1758. године под биномијалним именом лат. Anas penelope. Име потиче од латинске речи Anas што значи "патка" и penelope које се односи на патку која се спасила Пенелопу која је била бачена у море. Њено име потиче од старогрчке речи (стгрч. πήνη) пене, што значи "плетеница" и (стгрч. ὤψ) опс, тј. "изглед", због лукавства којим је терала просце док је њен муж Одисеј био одсутан.

## Опис
Ова незарањајућа патка има 42–52 центиметара дугачко тело са распоном крила 71–80 центиметара и тежи од 500 до 1.073 грама. Мужјаци у сезони парења имају сиве бокове и леђа, са црном задњицом и тамнозеленим огледалом на крилу и белим регионом на крилу које се види док одмара или док лети. Имају ружичасте груди, бели стомак и кестењасто обојену главу са жућкастом круном на глави. Негнездећи (еклипсни) мужјаци изгледају као женке. Женке су светлобраон, са обојеношћу сличној женкама америчке звиждаре (лат. Mareca americana). Може се лако разликовати, осим од женке америчке звиждаре, по облику тела. Ова врста има светлију главу и бела покровна пера летних пера са унутрашње стране крила. Женка може бити риђе морфе са црвенијом главом и сиве морфе са сивијом главом.

## Дистрибуција
Гнезди се у најсевернијим деловима Европе и Азије. Изразита је селица и зиму проводи у регионима јужније од ареала гнежђења. Мигрира и јужну Азију и Африку. У Србији је честа током периода миграције и у току зиме, где се у зависности од температурних услова задржава дуже или краће. Понекад се среће зими у САД у државама средњег Атлантика и на пацифичкој обали.

## Понашање и станиште
Звиждара је птица отворених станишта, као што су водоплавне травнате заједнице или мочваре са мало вишом вегетацијом. Храни се брботањем биљне хране или пасе и то ради јако често. Гнезди се на земљи, близу воде и под заклоном. Грегарна је врста ван периода гнежђења и формира како чиста, тако и мешовита јата. У Северној Америци се може помешати са северноамеричком звиждарамом и касније у сезони парења хибридизовати са њом. Гласна је птица. Мужјаци имају врло чист звиждук који звучи као: пјиеу пјиеу, док женке имају тихо режање раур.
Звиждара је врста која је обухваћена Споразумом о заштити афричко-азијских миграторних птица мочварица (AEWA). Међународна Унија за Заштиту Природе (IUCN) и BirdLife International су класификовали врсту као врста од најмање бриге, јер се не среће ниједан од услова за подизање статуса угрожености.

### Идентификација
- Cox, Cameron; Barry, Jessie. „Aging of American and Eurasian Wigeons in female-type plumages” (PDF). Birding. 37 (2): 156—164. Архивирано из оригинала (PDF) 19. 10. 2012. г. Приступљено 25. 09. 2017.